# Synagoga w Łodzi (ul. Zachodnia 78)
Synagoga w Łodzi – synagoga znajdująca się w Łodzi, w kamienicy przy ulicy Zachodniej 78. Od czasu zakończenia II wojny światowej do 1997 roku, była główną synagogą łódzkich żydów.
Synagoga została założona po 1945 roku, przez rabina Zew Wawę Morejnę. Obok synagogi mieściła się siedziba gminy żydowskiej oraz mieszkanie rabina. 
Po wyjeździe z Polski rabina Morejny w 1973 roku, synagoga była użytkowana okazjonalnie przez pozostałą w mieście społeczność żydowską. Zlikwidowana w 1998 roku, po przeniesieniu siedziby gminy żydowskiej do odzyskanego budynku przy ulicy Pomorskiej 18.